# Synodická perioda
Synodická perioda (synod = setkání) nepřesně synodická oběžná doba je oběhový cyklus planety či jiného vesmírného tělesa. Je to doba, která uběhne, než se těleso dostane do stejné polohy vzhledem ke Slunci při pozorování ze Země (například mezi dvěma konjunkcemi se Sluncem). Délka periody je tedy ovlivněna vlastním pohybem Země kolem Slunce a tím se liší od siderické periody (pravá doba oběhu), která je vztažena ke vzdáleným hvězdám (latinsky sidere = souhvězdí).

## Měsíc
V případě Měsíce se jedná o dobu, za kterou uběhnou měsíční fáze od novu k novu a která se nazývá synodický měsíc či lunace. Synodický měsíc trvá v průměru přibližně 29,53 dne (kolísá mezi 29,27 a 29,83 dne), je tedy přibližně o 2,2 dne delší než siderický měsíc.

## Planety sluneční soustavy
| \| Planeta \| Synodická perioda \| \| ------- \| ----------------- \| \| Merkur \| 115,8776 d \| \| Venuše \| 583,92 d \| \| Země \| - \| \| Mars \| 779,96 d \| \| Jupiter \| 398,86 d \| \| Saturn \| 378,09 d \| \| Uran \| 369,65 d \| \| Neptun \| 367,49 d \| |                   |
| Planeta | Synodická perioda |
| Merkur | 115,8776 d        |
| Venuše | 583,92 d          |
| Země | -                 |
| Mars | 779,96 d          |
| Jupiter | 398,86 d          |
| Saturn | 378,09 d          |
| Uran | 369,65 d          |
| Neptun | 367,49 d          |